# American berserk
American berserk (Amerikaans gevoel voor onoverwinnelijkheid) is een compositie van John Adams.
Adams componeerde dit werk van circa zes minuten voor piano solo. De beoogde pianist voor de premi|re van dit werk was Garrick Ohlsson, beoogde première was 25 februari 2002 in de Carnegie Hall, New York. Voor die gelegenheid financierde de Carnegie Hall Corporation het werk; American berserk werd opgedragen aan genoemde pianist. De titel is ontleend aan Philip Roths American Pastoral.
De muziek kent binnen het postminimalisme verschuivingen in ritme, maat en stemming. Adams lichtte zelf toe beïnvloed te zijn door syncopische muziek binnen jazz en bop, alsmede door de klassieke muziek van Charles Ives en Conlon Nancarrow (boogiewoogiestijl). Grootste hindernis bij dit werk is de vereiste speeltechniek, waarvan Adams over Ohlsson zei dat die ruim voorhanden was. Die benodigde techniek is vermoedelijk de reden dat het maar relatief weinig gespeeld wordt. Waar andere pianowerken van Adams meer dan honderd keer zijn uitgevoerd, bleef de teller hier op 44 steken (gegevens februari 2025). Anderzijds werd er in 2007 een choreografie bij geschreven door Filipe Portugal voor het Ballett Zürich.
Het werk kent een beperkte discografie, waarvan die van Ralph van Raat (2006) voor Naxos aangeprezen wordt door muziekuitgeverij Boosey & Hawkes. Ook Jeroen van Veen waagde zich aan dit stuk (2017).
: